# 顺-冷杉醇
顺-冷杉醇（英語：cis-abienol）是一种有机化合物，化学式C20H34O，可见于高加索冷杉、烟草、红松等物种。